# Iara (folklore)

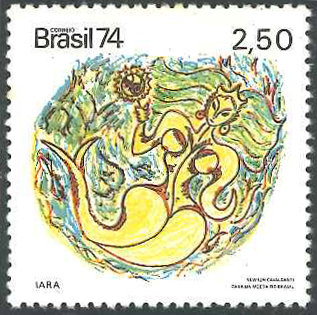
Emisión conmemorativa de Correios de Leyendas Brasileñas - Iara, realizada en febrero de 1974 por la empresa brasileira de correos, para dar a conocer las Leyendas brasileñas.

Iara o Uiara (del tupi  'y-îara  "senhora de las aguas") o "Madre del agua," de acuerdo al folclore brasileño es un personaje mitológico con características de Sirena.
Olavo Bilac, la describe en su poema A Iara.
Ella es morena de cabello largo y negro y acostumbra bañarse en los ríos, cantando una melodía irresistible. Los hombres que la ven que no pueden resistirse a sus deseos y saltan al agua y entonces ella los lleva al fondo, casi nunca regresan vivos. Los que vuelven quedan locos y solamente un ritual realizado por un chamán puede curarlos. Los indios le tienen tanto miedo a Iara que tratan de evitar las lagunas en el crepúsculo.

## Historia
Iara antes de ser sirena era una india guerrera, la mejor de su tribu. Sus hermanos estaban celosos de Iara pues sólo ella recibía elogios de su padre, que era un chamán, y un día decidieron tratar de matarla. Por la noche, cuando ella dormía, sus hermanos entraron a su cabaña; sólo como Iara tenía una audición muy fina los oyó y tuvo que matarlos para defenderse a sí misma y por temor a su padre, huyó. Su padre propuso una búsqueda incesante para ella. Y lograron encontrarla; como castigo, Iara fue arrojada bien en el encuentro del Río Negro con el Solimões. Los peces la trajeron a la superficie y en noches de Luna llena la transformaron en una hermosa sirena de pelo largo negro y ojos oscuros.
Iara fue, según otros, la diosa de los peces.

## Mito
Chica hermosa, con el pelo muy largo, que siempre vive en una fuente en medio del bosque.
De nuevo, en medio de la noche, especialmente en noches de luna, canta.
Dicen que es una voz tan buena, bella y conmovedora que el hombre que oye muere de pasión por ella.
Cuando el hombre se enamora de ella, se ve arrastrado al fondo del lago y casi siempre es amado por Iara. Iara los vuelve sirenos y se queda con ellos tres días y luego los saca a la superficie. Y dicen que después mueren de amor.
Nadie entiende nada acerca de sus canciones porque canta en lengua indígena. Si la madre de las aguas un día muere por accidente, su fuente se secará.